# NGC 5193A
NGC 5193A is een lensvormig sterrenstelsel in het sterrenbeeld Centaur.

## Synoniemen
- ESO 383-14
- MCG -5-32-36
- PGC 47568